# Nitrate de zirconium
Le nitrate de zirconium est un composé chimique de formule Zr(NO3)4. Il s'agit d'un solide blanc sous forme de longues aiguilles après sublimation (juste au-dessus du point de fusion) et réagit avec les hydrocarbures tels que le butane même à température ambiante. Il cristallise dans le système monoclinique avec le groupe d'espace P21/n (no 14, position 2). Le pentahydrate Zr(NO3)4·5H2O est soluble dans l'eau et l'éthanol.

## Production
Le zirconium est très résistant à l'acide nitrique même en présence d'impuretés et à haute température, de sorte qu'on ne peut obtenir le nitrate de zirconium par dissolution du métal dans l'acide. On procède en faisant réagir du chlorure de zirconium(IV) ZrCl4, refroidi à l'azote liquide, avec du pentoxyde d'azote N2O5. Après traitement sous vide à température ambiante, on obtient initialement un produit d'addition sans chlorure de composition Zr(NO3)4·0,4N2O5·0,6N2O4 qui ne libère les oxydes d'azote qu'à la mise sous vide à 100 °C et, après sublimation sous vide poussé, produit du nitrate de zirconium d'une assez bonne pureté, contaminé éventuellement par du pentanitratozirconate de nitronium (NO2)Zr(NO3)5 :
ZrCl4 + 4 N2O5 ⟶ Zr(NO3)4 + 4 NO2Cl (en).
Le pentahydrate peut être obtenu en dissolvant du dioxyde de zirconium ZrO2 dans l'acide nitrique HNO3, puis en séchant la solution par évaporation, mais cette méthode donne plus facilement du nitrate de zirconyle trihydraté ZrO(NO3)2·3H2O.

## Applications
Le nitrate de zirconium est produit industriellement comme source de zirconium pour la synthèse d'autres sels ou comme étalon en chimie analytique, voire comme conservateur. Il peut être utilisé comme précurseur en dépôt chimique en phase vapeur CVD car il est volatil et se décompose au-dessus de 100 °C en déposant du dioxyde de zirconium ZrO2. À 95 °C, le nitrate de zirconium se sublime à une pression de 0,2 mmHg et peut se déposer sous forme de ZrO2 sur du silicium à 285 °C. Il a l'avantage d'être une source unique, n'ayant pas besoin d'être mélangé avec d'autres substances comme l'oxygène, ainsi que celui de se décomposer à une température relativement basse, et de ne pas contaminer la surface avec d'autres éléments tels que l'hydrogène ou le fluor.
La construction de réacteurs nucléaires fait intervenir du zirconium débarrassé de ses impuretés d'hafnium, qu'on peut obtenir en passant par une solution aqueuse de nitrate d'hafnium Hf(NO3)4 et de nitrate de zirconium, ce qui permet de séparer le zirconium à l'aide de phosphate de tributyle dissous dans le kérosène.
Le nitrate de zirconium peut être employé comme catalyseur acide de Lewis pour la formation de pyrroles N-substitués.
Le nitrate de zirconium anhydre peut nitrer certains composés organiques aromatiques de manière inhabituelle : la quinoléine donne ainsi la 3-nitroquinoléine et la 7-nitroquinoléine, tandis que la pyridine donne la 3-nitropyridine et la 4-nitropyridine.